# Глодоська сільська рада
| Глодоська сільська рада — орган місцевого самоврядування Глодоської сільської громади у Новоукраїнському районі Кіровоградської області з адміністративним центром у с. Глодоси. Сільській раді були підпорядковані населені пункти: - с. Глодоси - с. Вербівка - с. Мар'янівка |

## Склад ради
Рада складалася з 20 депутатів та голови.

### Керівний склад ради
| ПІБ                   | Основні відомості                                                               | Дата обрання | Дата звільнення |
| --------------------- | ------------------------------------------------------------------------------- | ------------ | --------------- |
| Магда Петро Борисович | Сільський голова, 1962 року народження, освіта, безпартійний                    | 26.03.2006   | 31.10.2010      |
| Магда Петро Борисович | Сільський голова, 1962 року народження, освіта середня спеціальна, безпартійний | 31.10.2010   | 25.10.2015      |

Примітка: таблиця складена за даними джерела

## Населення
Згідно з переписом УРСР 1989 року чисельність наявного населення сільської ради становила 4401 особа, з яких 1928 чоловіків та 2473 жінки.
За переписом населення України 2001 року в сільській раді мешкали 3364 особи.

### Мова
Розподіл населення за рідною мовою за даними перепису 2001 року:
| Мова       | Відсоток |
| ---------- | -------- |
| українська | 95,84 %  |
| молдовська | 2,53 %   |
| російська  | 1,37 %   |
| білоруська | 0,06 %   |
| болгарська | 0,03 %   |